# Bagir Seyidzade
Bagir Mirgasim oglu Seyidzade (en azerí: Bağır Mirqasım oğlu Seyidzadə; Ereván, 9 de agosto de 1912 - Bakú, 24 de marzo de 1968) fue un diplomático, periodista, trabajador cultural honorario de la República Socialista Soviética de Azerbaiyán.

## Biografía
Bagir Seyidzade nació el 9 de agosto de 1912 en la ciudad de Ereván. En 1925 llegó a la ciudad de Bakú. Empezó a trabajar en la planta de Zeynalabdin Taghiyev. Después se graduó de la facultad de tecnología petrolera de la Universidad Estatal del petróleo e industria de Azerbaiyán. Entre 1932 y 1940 trabajó como secretario y editor del periódico "Ganj ishi" ("Asuntos de la Juventud").
Después de completar sus cursos diplomáticos en Moscú, Bagir Seyidzade fue enviado a Irán, donde inició su carrera diplomática. Entre 1944 y 1949 fue cónsul, vicecónsul y cónsul general en Makú y Tabriz. Bagir Seyidzade jugó un papel importante en el establecimiento del gobierno en el sur de Azerbaiyán, por lo que el gobierno nacional le concedió la medalla "21 Azer".
Después de regresar de Irán, fue nombrado Ministro de Cinematografía de la República Socialista Soviética de Azerbaiyán. Creó el departamento de prensa, que luego dirigió. El departamento se fusionó con el Ministerio de Cultura de la República Socialista Soviética de Azerbaiyán y Bagir Seyidzade fue nombrado viceministro de Cultura.
Bagir Seyidzade trabajó en el Comité Estatal de Radiodifusión de Azerbaiyán y, en los últimos años de su vida, trabajó como vicedirector de la Agencia Telegráfica del Consejo de Ministros de la República Socialista Soviética de Azerbaiyán. Bagir Seyidzade es considerado uno de los fundadores de la escuela de traducción de Azerbaiyán. Hablaba perfectamente ruso, francés y persa.
Bagir Seyidzade falleció el 24 de marzo de 1968 en la ciudad de Bakú y  fue enterrado en el Callejón de Honor.

## Premios y títulos
- Orden de la Bandera Roja del Trabajo
- Orden de la Insignia de Honor